# Плейн (Вісконсин)
Плейн (англ. Plain) — селище (англ. village) в США, в окрузі Сок штату Вісконсин. Населення — 749 осіб (2020).

## Географія
Плейн розташований за координатами 43°16′41″ пн. ш. 90°2′31″ зх. д. / 43.27806° пн. ш. 90.04194° зх. д. (43.278041, -90.042082).  За даними Бюро перепису населення США в 2010 році селище мало площу 2,16 км², уся площа — суходіл.

## Демографія
Згідно з переписом 2010 року, у селищі мешкали 773 особи в 321 домогосподарстві у складі 224 родин. Густота населення становила 358 осіб/км².  Було 358 помешкань (166/км²).
Расовий склад населення:
| - 97,2 % — білих - 0,9 % — корінних американців - 0,3 % — азіатів - 0,1 % — чорних або афроамериканців |

До двох чи більше рас належало 1,0 %. Частка іспаномовних становила 1,8 % від усіх жителів.
За віковим діапазоном населення розподілялося таким чином: 24,2 % — особи молодші 18 років, 58,1 % — особи у віці 18—64 років, 17,7 % — особи у віці 65 років та старші. Медіана віку мешканця становила 40,8 року. На 100 осіб жіночої статі у селищі припадало 103,4 чоловіків;  на 100 жінок у віці від 18 років та старших — 99,3 чоловіків також старших 18 років.
Середній дохід на одне домашнє господарство  становив 65 876 доларів США (медіана — 54 444), а середній дохід на одну сім'ю — 79 348 доларів (медіана — 66 458). Медіана доходів становила 51 346 доларів для чоловіків та 40 000 доларів для жінок. За межею бідності перебувало 11,6 % осіб, у тому числі 23,1 % дітей у віці до 18 років та 9,7 % осіб у віці 65 років та старших.
Цивільне працевлаштоване населення становило 410 осіб. Основні галузі зайнятості: будівництво — 23,7 %, виробництво — 16,3 %, роздрібна торгівля — 15,4 %.